# Borgeous
Borgeous, pseudonyme de John James Borger Jr., est un DJ et producteur de musique électronique américain.

## Biographie
Les premières chansons qui lanceront la carrière de John Borger en 2013 incluent From Cali With Love, GANGSTEROUS, Rags to Riches et Aggro. Cependant, c'est à partir de la publication de Tsunami en collaboration avec le duo canadien DVBBS que sa popularité s'accroit. Le single est un succès international joué dans les festivals pendant plusieurs mois et occasionnellement attribué à Sander van Doorn, mais confirmé par Pete Tong comme une composition musicale de DVBBS et Borgeous. Tong joue la chanson sur la BBC Radio 1 le 16 août 2013. Le magazine Billboard la décrit comme « la chanson la plus jouée à Tomorrowland. » Elle est officiellement publiée au label Doorn Records le 19 août 2013,. Une semaine plus tard, le single atteint les classements sur Beatport.
Il quitte Spinnin' Records début 2016 et s'associe avec Armada Music pour fonder son propre label, Geousus. La même année sort son premier album nommé 13.

## Discographie

### Singles
| Titre                                                              | Année | Meilleure position | Meilleure position | Meilleure position | Meilleure position | Meilleure position | Meilleure position | Meilleure position | Meilleure position | Meilleure position | Meilleure position | Certifications   | Album         |
| Titre                                                              | Année | CAN                | AUT                | BEL                | DAN                | FRA                | ALL                | P-B.               | SUÈ                | SUI                | R-U.               | Certifications   | Album         |
| ------------------------------------------------------------------ | ----- | ------------------ | ------------------ | ------------------ | ------------------ | ------------------ | ------------------ | ------------------ | ------------------ | ------------------ | ------------------ | ---------------- | ------------- |
| Tsunami (avec DVBBS)                                               | 2013  | 90                 | 14                 | 1                  | 8                  | 3                  | 14                 | 1                  | 3                  | 17                 | 1                  | - FIMI : or      | Single à part |
| Stampede (vs. Dimitri Vegas & Like Mike et DVBBS)                  | 2013  | —                  | —                  | 30                 | —                  | 129                | —                  | —                  | —                  | —                  | —                  |                  | Single à part |
| Invincible (feat. Julia Michaels)                                  | 2014  | —                  | —                  | 81                 | —                  | —                  | —                  | —                  | —                  | —                  | —                  |                  | Single à part |
| Tsunami (Jump) (avec DVBBS et Tinie Tempah)                        | 2014  | —                  | —                  | —                  | —                  | —                  | —                  | —                  | —                  | —                  | 1                  | - ARIA : platine | Single à part |
| « — » montre que le titre n'a atteint aucun classement de ce pays. |       |                    |                    |                    |                    |                    |                    |                    |                    |                    |                    |                  |               |

### Remixes
- 2014 : Havana Brown - Warrior
- 2014 : Dirty Heads - My Sweet Summer
- 2014 : Lights - Up We Go
- 2014 : Afrojack feat. Wrabel - Ten Feet Tall
- 2015 : K Theory - Night Lights
- 2016 : Morgan Page - Running Wild (feat. The Oddictions And Britt Daley)

### Autres titres
- 2014 : Breathe
- 2014 : Wildfire (avec Julia Michaels)
- 2014 : Celebration
- 2014 : Beast (avec Thomas Gold)
- 2014 : This Could Be Love (avec Shaun Frank et Delaney Jane)
- 2014 : Break The House (avec Tony Junior)
- 2014 : Tutankhamun (avec Dzeko & Torres)
- 2014 : Toast (avec Whoo Kid, Waka Flocka Flame, et Wiz Khalifa)
- 2015 : Zero Gravity (avec Lights)
- 2015 : They Don't Know Us (avec Julia Michaels)
- 2015 : Big Bang (avec David Solano)
- 2015 : Lovestruck (avec Mike Hawkins)
- 2015 : Machi (avec Ryos)
- 2015 : Souls (avec M.BRONX)
- 2015 : Sins
- 2015 : Yesterday (avec Zaeden)
- 2016 : Ride It (avec Rvssian & M.R.I, et Sean Paul)
- 2016 : Wanna Lose You (avec tyDi)
- 2016 : Spitfire (avec Jay Cosmic & Ragga Twins)
- 2016 : Savage (avec Riggi & Piros & Lil Jon)
- 2016 : Lost & Found (avec 7 Skies et Neon Hitch)
- 2016 : Going Under (avec Loud Luxury)
- 2016 : Miracle (avec BRKLYN et Lenachka)
- 2016 : Young in Love (avec Karmin)
- 2017 : Twister (avec DVBBS)
- 2017 : Over the Edge (avec tyDi & Dia)
- 2017 : You